# Vivienne Malone-Mayes

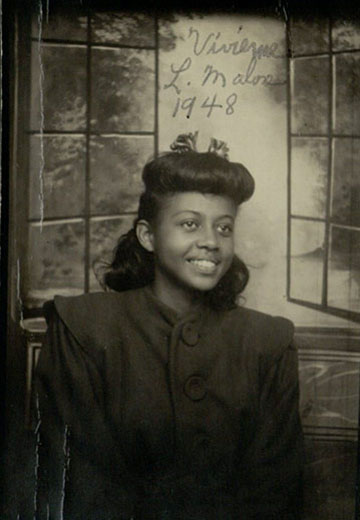
Vivienne Malone-Mayes, 1948

Vivienne Lucille Malone-Mayes (* 10. Februar 1932 in Waco, Texas; †  9. Juni 1995 ebenda) war eine afroamerikanische Mathematikerin und Hochschullehrerin. Sie war das erste afroamerikanische Mitglied der Fakultät der Baylor University und die erste afroamerikanische Person, die in das Executive Committee der Association for Women in Mathematics gewählt wurde. Sie war die fünfte afroamerikanische Frau, die das Weiße Haus betreten durfte.

## Leben und Karriere
Malone-Mayes beendete 1948 die A. J. Moore High School und studierte anschließend an der Fisk University, wo sie 1952 einen Bachelor-Abschluss und 1954 einen Master-Abschluss erwarb. Im Anschluss leitete sie sieben Jahre lang die Mathematikabteilung des Paul Quinn College und dann ein Jahr lang das Bishop College. Ihr wurde die Zulassung an der Baylor University verweigert, weshalb sie stattdessen Sommerkurse an der University of Texas besuchte. Sie durfte nicht an den Vorlesungen von Professor Robert Lee Moore teilnehmen und konnte nicht an Sitzungen außerhalb des Campus teilnehmen, da diese in einem Café abgehalten wurden, das nach texanischem Recht Afroamerikaner nicht betreten durften. 1966 promovierte sie bei Donald Elton Edmondson an der University of Texas mit der Dissertation A Structure Problem in Asymptotic Analysis. Sie wurde danach als Vollzeitprofessorin an der mathematischen Fakultät der Baylor University eingestellt. Ihre Forschung war so innovativ, dass sie sich für Bundesstipendien zur Unterstützung ihrer Arbeit qualifizieren konnte und eine ordentliche Professorin wurde.
Sie war Mitglied des Board of Directors der National Association of Mathematicians, wurde zur Generaldirektorin für die Texas-Sektion der Mathematical Association of America gewählt und war Direktorin des High School Lecture Program für die Texas-Sektion.
1952 heiratete sie James Mayes und sie hatten eine Tochter.

### Veröffentlichungen (Auswahl)
- Mayes, Vivienne: A structure problem in asymptotic analysis, Dissertation, University of Texas at Austin, 1966
- Mayes, Vivienne: Some steady state properties of {\displaystyle {\frac {\int _{0}^{x}f(t)\,\mathrm {d} t}{f(x)}}}, Proc Amer Math Soc, v. 22, S. 672–677, 1969
- Mayes, Vivienne; Rolf, Howard: Pre-calculus, Independent Learning Systems, San Rafael, 1977
- Mayes, Vivienne; Soasta, David; Conoley, Patrick:  Experiment with audio-tutorial pre-calculus, Amer Math Monthly, v. 82, S. 510–514, 1975
- Mayes, Vivienne: Black and Female, AWM Newsletter, v. 5, no. 6, S. 4–6, 1975
- Mayes, Vivienne, Lee Lorch at Fisk: A tribute, Amer Math Monthly, v. 83, S. 708–711, 1976
- Mayes, Vivienne; Brigham, Lucille; McNeill, Sarah Virginia: Student attitudes toward an audio-visual presentation of pre-calculus, Math Teacher, v. 70, S. 229–231, 1977
- Mayes, Vivienne; Rhoades, B. E.: Some properties of the Leininger generalized Hausdorf matrix, Houston J. Math., v. 6, S. 287–299, 1980